# Chicago P.D.
Chicago P.D. is een Amerikaanse politieserie en spin-off van Chicago Fire, bedacht door Dick Wolf en Matt Olmstead.
De serie verhaalt het wedervaren van zowel geüniformeerde politieagenten als recherche-eenheden van de politie van Chicago. In de Verenigde Staten werd de eerste aflevering op 8 januari 2014 uitgezonden op NBC. In 2015 werd door NBC een derde seizoen besteld. Deze televisieserie wordt in Nederland uitgezonden op de zender STAR Channel (tot 2023: Fox) en in Vlaanderen door VTM en STAR Channel.
Brigadier Hank Voight geeft leiding aan een team rechercheurs van de afdeling intelligence met een manier van no-nonsense. Hank is uit de gevangenis gehaald en heeft een deal gesloten met IAD om zich voor te doen als corrupte agent om zo de grote criminelen te kunnen pakken. 
Trudy Platt is de desksergeant van Bureau 21 en iedereen heeft respect voor haar. Afgekeurd voor het straatwerk, is zij nu de grootste plaaggeest van menig agent en helpt het team ook graag door agenten aan hen uit te lenen.
Erin Lindsay is een vertrouweling van Hank en tevens zijn pleegdochter, heeft haar opgevoed nadat haar moeder in de gevangenis terecht kwam. Dat heeft Erin heel erg geraakt en laat ook niet snel andere mensen toe in haar innerlijke cirkel, maar begint uiteindelijk wel een relatie met Jay Halstead, haar collega, en zij krijgt haar zegen van Hank. Vertrekt aan het einde van het 4de seizoen, als de problemen haar in het nauw drijven, om over te stappen naar de FBI in New York.
Antonio Dawson is de nummer 3 in de rang bij het team en neemt het vaak over als Hank weer iets "persoonlijks" moet regelen. Was getrouwd met 2 kinderen, maar zijn vrouw ging er vandoor, aangezien het werk zijn tol begon te eisen. Stapt even over naar Justitie (Chicago Justice), maar keert uiteindelijk weer terug. Gaat aan het einde van Seizoen 7 terug naar Puerto Rico omdat hij een drugsprobleem heeft.
Jay Halstead is een voormalig Army Ranger van de commando's en de jongste rechercheur daar, is al de dood voor naalden, maar gaat wel onbevangen als eerste door een gesloten deur. Heeft ook regelmatig een aanvaring met Hank omdat hij moraal goed in elkaar zit. Heeft eerst een korte romance met Erin en als zij weg is, krijgt hij uit eindelijk een relatie met de nieuwe rechercheur Hailey Ann Upton, waar hij ook mee trouwt. Verdwijnt kort van de radar in seizoen 10.
Alvin Olinsky is een veteraan en zeer goede vriend van Hank, is de teamleider als Hank weer afwezig is en is zo gewoon dat hij nooit opvalt hij undercovermissies. Komt samen met Hank in de problemen wanneer hij het lichaam van een vermoorde man, doodgeschoten door Hank, verplaatst samen met Erin. Gaat de gevangenis in en wordt daar uiteindelijk vermoord.

## Rolverdeling

### Hoofdrollen
| Acteur               | Personage           | Functie       | seizoen   |
| -------------------- | ------------------- | ------------- | --------- |
| Jason Beghe          | Henry "Hank" Voight | brigadier     | 1 - heden |
| Amy Morton           | Trudy Platt         | Luitenant     | 1 - heden |
| Jesse Lee Soffer     | Jay Halstead        | rechercheur   | 1 - heden |
| Patrick John Flueger | Adam Ruzek          | rechercheur   | 1 - heden |
| Marina Squerciati    | Kim Burgess         | rechercheur   | 1 - heden |
| LaRoyce Hawkins      | Kevin Atwater       | rechercheur   | 1 - heden |
| Sophia Bush          | Erin Lindsay        | rechercheur   | 1 - 4     |
| Elias Koteas         | Alvin Olinsky       | rechercheur   | 1 - 5     |
| Jon Seda             | Antonio Dawson      | rechercheur   | 1 - 7     |
| Archie Kao           | Sheldon Jin         | rechercheur   | 1         |
| Brian Geraghty       | Sean Roman          | politieagent  | 2 - 3 -7  |
| Tracy Spiridakos     | Hailey Upton        | rechercheur   | 4 - 11    |
| Lisseth Chavez       | Vanessa Rojas       | politieagente | 7         |

### Terugkerende rollen
| Acteur                | Personage                | Functie                                | seizoen |
| --------------------- | ------------------------ | -------------------------------------- | ------- |
| Samuel Caleb Hunt     | Craig "Mouse" Gerwitz    | IT specialist                          | 1 - 4   |
| Alina Taber           | Lexi Olinsky             | dochter van Alvin Olinsky              | 1 - 4   |
| Melissa Carlson       | Meredith Olinsky         | vrouw van Alvin Olinsky                | 1 - 4   |
| Josh Segarra          | Justin Voight            | zoon van Hank Voight                   | 1 - 3   |
| Erik Hellman          | Alec Willhite            | dokter                                 | 1 - 3   |
| Zach Garcia           | Diego Dawson             | zoon van Antonio Dawson                | 1 - 3   |
| Maya Moravec          | Eva Dawson               | dochter van Antonio Dawson             | 1 - 2   |
| Stella Maeve          | Nadia Decotis            | voormalige prostituee / receptioniste  | 1 - 2   |
| Robert Wisdom         | Ron Perry                | commissaris                            | 1 - 2   |
| Ian Bohen             | Edwin Stillwell          | brigadier / toezichthouder Hank Voight | 1 - 2   |
| America Olivo         | Laura Dawson             | ex-vrouw van Antonio Dawson            | 1       |
| Sydney Tamiia Poitier | Mia Sumner               | rechercheur                            | 1       |
| Kevin J. O'Connor     | Fischer                  | commissaris                            | 2 - 3   |
| Madison McLaughlin    | Michelle Sovana          | dochter van Alvin Olinsky              | 2 - 3   |
| Markie Post           | Barbara "Bunny" Fletcher | moeder van Erin Lindsay                | 2 - 4   |
| Chris Agos            | Steve Kot                | assistent-officier van justitie        | 2 - 5   |
| Barbara Eve Harris    | Emma Crowley             | commissaris                            | 3 - 4   |
| Nick Wechsler         | Kenny Rixton             | rechercheur                            | 4       |
| Mykelti Williamson    | Denny Woods              | inspecteur                             | 4 - 5   |
| Wendell Pierce        | Ray Price                | wethouder                              | 5 - 7   |
| John C. McGinley      | Brian Kelton             | commissaris                            | 6       |
| Paul Adelstein        | Jason Crawford           | commissaris                            | 7       |

### Cross-over personages
| Acteur              | Personage               | Functie                              | Televisieserie                    | Seizoen   |
| ------------------- | ----------------------- | ------------------------------------ | --------------------------------- | --------- |
| Jesse Spencer       | Matthew Casey           | Kapitein                             | Chicago Fire                      | 1 - heden |
| Taylor Kinney       | Kelly Severide          | luitenant                            | Chicago Fire                      | 1 - heden |
| David Eigenberg     | Christopher Herrmann    | luitenant                            | Chicago Fire                      | 1 - heden |
| Eamonn Walker       | Wallace Boden           | brandweercommandant                  | Chicago Fire                      | 1 - heden |
| Joe Minoso          | Joe Cruz                | brandweerman / reddingswerker        | Chicago Fire                      | 1 - heden |
| Monica Raymund      | Gabriela "Gabby" Dawson | paramedicus / zus van Antonio Dawson | Chicago Fire                      | 1 - 7     |
| Yuri Sardarov       | Brian "Otis" Zvonecek   | brandweerman                         | Chicago Fire                      | 1 - 4     |
| Lauren German       | Leslie Elizabeth Shay   | paramedicus                          | Chicago Fire                      | 1 - 2     |
| Charlie Barnett     | Peter Mills             | brandweerman / paramedicus           | Chicago Fire                      | 1 - 2     |
| Christian Stolte    | Randall McHolland       | brandweerman/ man van trudy platt    | Chicago Fire                      | 2 - heden |
| Kara Killmer        | Sylvie Brett            | paramedicus                          | Chicago Fire                      | 2 - heden |
| Nick Gehlfuss       | Will Halstead           | dokter en broer van Jay              | Chicago Med                       | 2 - heden |
| Torrey DeVitto      | Natalie Manning         | dokter                               | Chicago Med                       | 3 - heden |
| S. Epatha Merkerson | Sharon Goodwin          | hoofd ziekenhuis                     | Chicago Med                       | 3 - heden |
| Colin Donnell       | Connor Rhodes           | dokter / chirurg                     | Chicago Med                       | 3 - 4     |
| Brian Tee           | Ethan Choi              | dokter                               | Chicago Med                       | 3 - 6     |
| Oliver Platt        | Daniel Charles          | dokter / psychiater                  | Chicago Med                       | 3 - 4     |
| Rachel DiPillo      | Sarah Reese             | dokter                               | Chicago Med                       | 3 - 4     |
| Marlyne Barrett     | Maggie Lockwood         | verpleegster                         | Chicago Med                       | 3 - 4     |
| Yaya DaCosta        | April Sexton            | verpleegster                         | Chicago Med                       | 4 - heden |
| Mariska Hargitay    | Olivia Benson           | brigadier                            | Law & Order: Special Victims Unit | 1 - 3     |
| Ice-T               | Odafin "Fin" Tutuola    | rechercheur                          | Law & Order: Special Victims Unit | 1 - 3     |
| Kelli Giddish       | Amanda Rollins          | rechercheur                          | Law & Order: Special Victims Unit | 1 - 2     |
| Danny Pino          | Nick Amaro              | rechercheur                          | Law & Order: Special Victims Unit | 2         |

## Afleveringen
| Seizoen | Aantal afleveringen | Uitgezonden                       |  |
| ------- | ------------------- | --------------------------------- |  |
| 1       | 15                  | 8 januari 2014 – 21 mei 2014      |  |
| 2       | 23                  | 24 september 2014 – 20 mei 2015   |  |
| 3       | 23                  | 30 september 2015 – 25 mei 2016   |  |
| 4       | 23                  | 21 september 2016 – 17 mei 2017   |  |
| 5       | 22                  | 27 september 2017 – 9 mei 2018    |  |
| 6       | 22                  | 26 september 2018 – 22 mei 2019   |  |
| 7       | 20                  | 25 september 2019 – 15 april 2020 |  |
| 8       | 16                  | 11 november 2020 – 26 mei 2021    |  |
| 9       | 22                  | 22 september 2021 – 25 mei 2022   |  |